# Tore Davidsson
Tore Davidsson, född 27 april 1917 i Hofors församling, Gävleborgs län, död 12 januari 2004, var en svensk präst. 
Davidsson, som var son till murarmästare David Andersson och Elin Hodén, blev efter studentexamen i Uppsala 1938 teologie kandidat där 1942. Han var pastorsadjunkt i Arbrå församling, Söderhamns församling, Hofors församling, Skutskärs församling, Uppsala församling och Gävle församling 1942–1948, blev kyrkoadjunkt i Hudiksvalls församling 1948, komminister i Sandarne församling 1962, kyrkoherde i Forsa-Högs pastorat 1966 och kontraktsprost i Sundhede kontrakt 1970. Han var militärpastor vid Hälsinge flygflottilj (F 15) 1957 och bataljonspastor vid 5:e svenska FN-bataljonen i Gazaremsan 1958.